# (35424) 1998 BK
1998 BK (asteroide 35424) é um asteroide da cintura principal. Possui uma excentricidade de 0.21666520 e uma inclinação de 6.17883º.
Este asteroide foi descoberto no dia 18 de janeiro de 1998 por Takao Kobayashi em Oizumi.